# Uroleucon nigrotuberculatum
Uroleucon nigrotuberculatum är en insektsart som först beskrevs av Olive 1963.  Uroleucon nigrotuberculatum ingår i släktet Uroleucon och familjen långrörsbladlöss. Inga underarter finns listade i Catalogue of Life.